# Estadio Alfredo Stroessner
El Estadio Alfredo Stroessner, es un estadio de fútbol de Paraguay que se encuentra ubicado en el Barrio Vista Alegre, de la ciudad de Asunción, sobre la calle Willian Richardson entre Incas e Indio Francisco. En este escenario, que cuenta con capacidad para unas 80 personas sentadas, hace las veces de anfitrión el equipo de fútbol del Club Deportivo Pinozá propietario del predio.
El nombre del estadio es en honor al expresidente de la República, Alfredo Stroessner, quien en tiempo de su presidencia decretó que se le otorgara el título de propiedad de los terrenos ocupados por el estadio en favor del club. Uno de los principales responsables de las tratativas de la obtención del título de la propiedad fue el señor Hilario Aguilera, peluquero del barrio y del presidente de la república.
Años después del golpe de Estado de 1989, en el mes de enero de 1992, se realizó una reunión en el domicilio del exjugador y entonces presidente del club Juan Adolfo Arce Herrera, a efectos de cambiar la denominación del estadio, que finalmente no sucedió ante la oposición de la mayoría de los miembros de la Comisión Directiva.
Las instalaciones del estadio a principios de la primera década del siglo XXI ha ido en constante deterioro, por lo que en los últimos años en varios encuentros oficia de local en el Estadio Emiliano Ghezzi del club vecino Fernando de la Mora, o en el Estadio Roque Battilana del Deportivo Recoleta.